# Fridrich Vilém Těšínský
Fridrich Vilém Těšínský (9. listopad 1601 – 19. srpen 1625) byl těšínským knížetem (1617–1625).
Narodil se jako syn těšínského knížete Adama Václava a jeho manželky Alžběty Kuronské. Jeho matka zemřela na následky porodu deset dní po jeho narození. V roce 1610 spolu se svým otcem konvertoval z protestantismu ke katolictví. Po smrti otce se stali jeho poručníky vratislavský biskup Karel Habsburský (vratislavský biskup), opavský vévoda Karel z Lichtenštejna a opolsko-ratibořský hejtman Fridrich z Oppersdorfu. V knížectví zatím vládla jako regentka jeho starší sestra Alžběta Lukrécie. Vzdělání získal v jezuitské koleji v Mnichově. V roce 1624 se vrátil do Těšína a ujal se vlády, ale už 19. srpna 1625 zemřel.
Ze vztahu s neznámou těšínskou měšťankou se (pravděpodobně) už po Fridrichově smrti narodila nemanželská dcera Magdalena z Hohensteinu (asi 1625–po 1661).